# Gustav Graben-Hoffmann

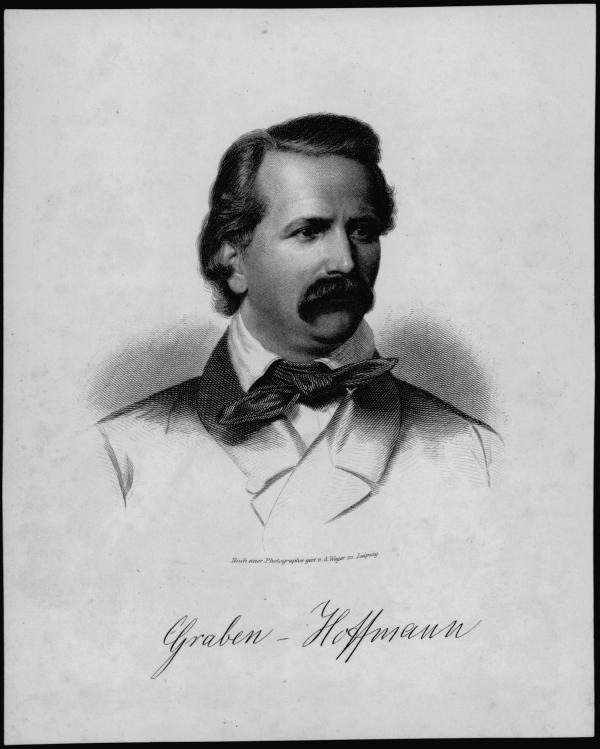
Gustav Graben-Hoffmann, stålstick av August Weger.

Gustav Graben-Hoffmann, född 7 mars 1820 i Bnin vid Posen, död 21 maj 1900 i Potsdam, var en tysk tonsättare.
Groben-Hoffman verkade först som skollärare, senare som sånglärare i olika tyska städer, slutligen i Berlin. Groben-Hoffman komponerade talrika solosånger, duetter och körer, däribland många humoristiska såsom Fünfmalhunderttausend Teufel och ett flertal originella barnvisor. Bland hans skrifter märks Die Pflege der Singstimme (1865) och Das Studium des Gesangs (1872).